# 야코포 티에폴로

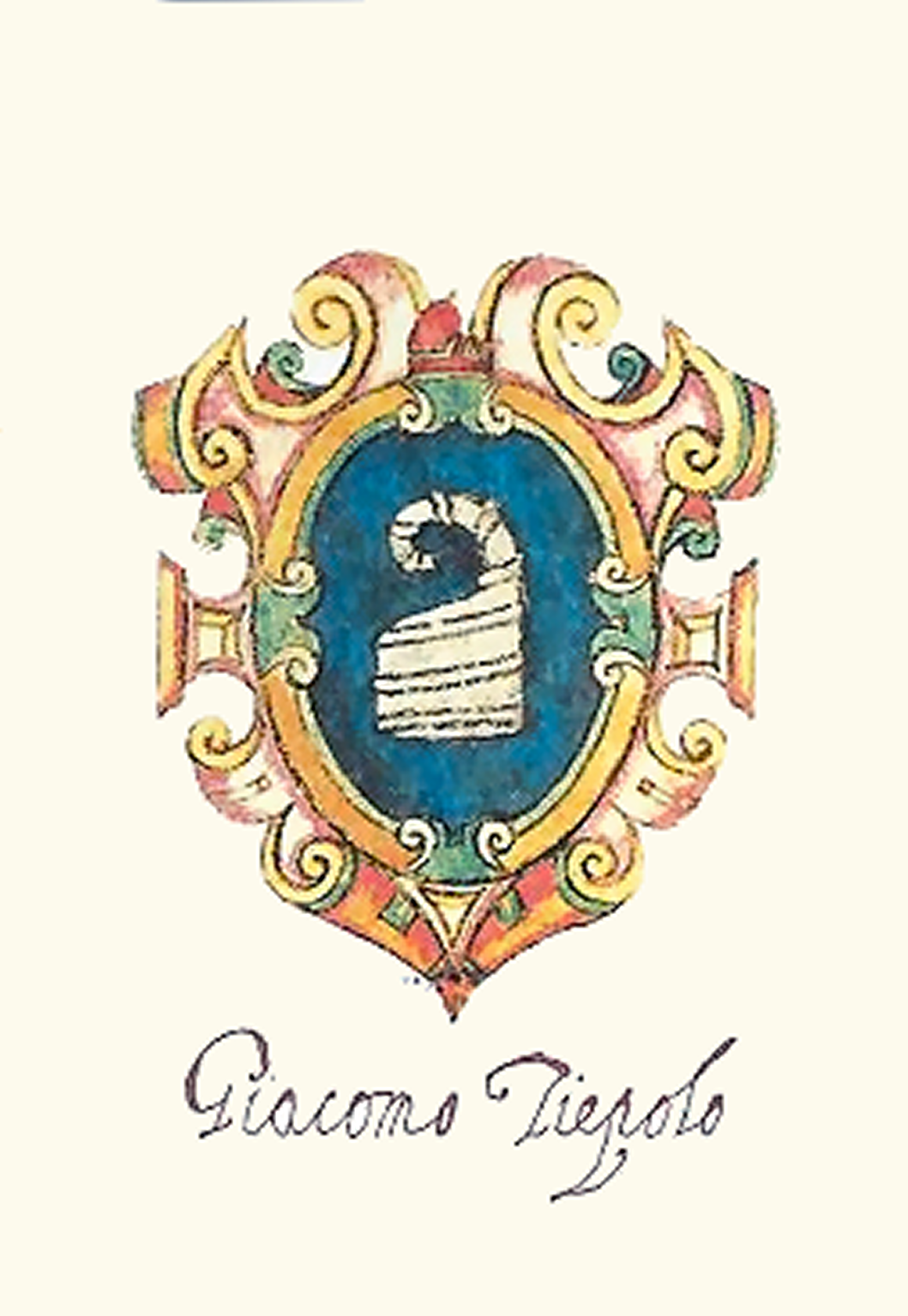
야코포 티에폴로 문장.

야코포 티에폴로(Jacopo Tiepolo, 1249년 7월 19일 사망)는 자코모 티에폴로 (Giacomo Tiepolo)라고도 알려진 1229년부터 1249년까지의 베네치아 공화국의 도제이다. 그는 도제 이전에 초대 베네치아의 크레타 공작, 콘스탄티노폴리스의 포데스타를 두 차례 (1218년-1220년, 1224년-1227년) 맡았다. 그의 첫 재임 기간에 콘스탄티노폴리스 함락과 피에르 2세 드 쿠르트네의 기이한 죽음으로, 티에폴로는 라틴 제국의 실질적인 통치자였으며, 제국을 대신하여 이집트와 셀주크 투르크등과의 조약들을 협상하였다.

## 역사
12세기 말에 태어난 것으로 보이는 야코포는 1212년 무렵에 크레타 공작 (이탈리아어: duca di Candia) 직위를 맡았다. 그의 재임 시기에 크레타에 대한 베네치아의 지배력은 그리스 토착인들의 상당한 도전을 받았으며, 마르코 1세 사누도의 손에 크레타가 떨어지면서 마침내 절정에 다달았다. 하지만 곧 베네치아의 함내가 도착하여, 그를 섬에서 몰아내며, 그의 성공은 잠시뿐이였다.
야코포는 전임 도제 피에트로 치아니가 사퇴를 하고난 다음 달 1229년 3월 6일에 도제에 선출됐다. 선출 당시에 야코포와 그의 경쟁 상대 마리노 단돌로가 모두 20표씩을 나눠가지며 교착 상태에 놓였다. 이 상황은 추첨제를 통해 수정되어, 티에폴로의 승리로 이끌었다. 이것은 오래된 귀족 가문 단돌로 가문과 신흥 부호 세력으로 여겨지던 티에폴로 가문 사이의 불화가 촉발된 것으로도 생각된다. 장차 선거에서 분할 투표가 재현되는걸 방지하기 위한 시도로 선거자들의 수를 40명에서 41명으로 늘렸다. 앞서 도제 자리를 이어받은 티에폴로는 또한 그의 권력을 극도로 제한하는 전통적인 프로미시오네를 서약했다.
1232년에 신성 로마 황제 프리드리히 2세의 진심에서 우러나온 베네치아 방문에도 불구하고, 신성 로마 제국과 베네치아 공화국 사이의 관계는 악화됐다. 그 결과로 1239년에 베네치아는 황제의 강력한 동맹 에첼리노 3세 다 로마노에 맞서는 롬바르디아 동맹에 가담했다. 이따른 전투에서 도제의 아들 피에트로 티에폴로가 1237년 11월 27일 코르테누오바 전투에서 포로로 붙잡혔다. 그는 이후 트라니에 있는 황제의 성으로 끌려가 교수행을 당하며, 관계가 더욱 악화됐다.
야코포 티에폴로의 통치기는 베네치아에 중요한 변화를 가져왔다. 1242년에 도제는 다섯 권의 법령서로 성문화된 베네치아의 민법 Statutum novum을 제정했다. 이 성문화의 과정은 약 50년 전에 엔리코 단돌로가 최초로 시작한 것이였다. 이뿐만이 아니라 티에폴로는 1234년에 도미니코회와 프란치스코회에 토지를 부여하여, 두 개의 교회가 지어졌다. 이 교회들은 산티 조반니 에 파올로 성당 (산 차니폴로)와 산타 마리아 글로리오사 데이 프라리 성당이다.
1249년에 그는 도제 자리에서 물러나고 그 후로는 산폴로의 산타아고스티노(Sant' Agostino)에 있는 그의 사유지로 은퇴했다. 안드레아 단돌로의 Chronicon Venetum에서는 그가 3월 2일 두칼레 궁전을 비우고 나와 7월 19일에 사망했다고 기록한다. 그는 산 차니폴로에 묻혔다.

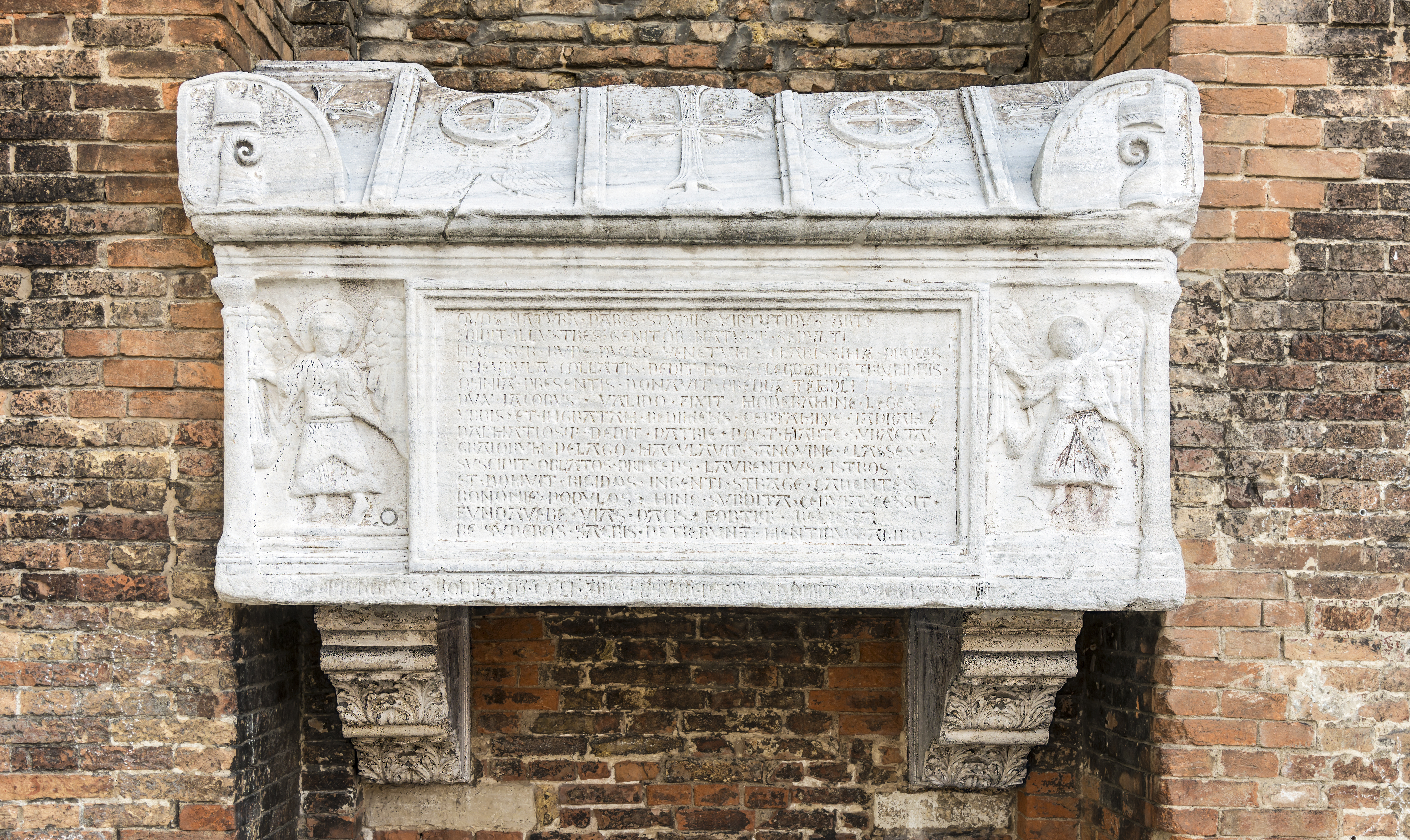
베네치아에 있는 야코포, 로렌초 티에폴로의 무덤.

그는 두 차례 결혼을 했는데, 첫 번째는 마리아 스토를라토 (Maria Storlato)와 했으며, 1240년에 그녀가 사망한 후에는 시칠리아의 발드라다와 하였다. 마리아는 그에게 세 명의 자녀를 낳아주었다: 1268년부터 1275년까지의 도제로 활동한 로렌초, 파도바의 포데스타를 맡았던 앞서 언급한 피에트로, 조반니라는 이름의 셋째 아들. 발드라다는 그에게 자녀 두 명을 낳았는데, 둘 다 아버지가 사망했을 당시에 어렸고, 신원도 알려져 있지 않다. 그녀는 남편보다 3년 가량을 더 살았다.